# BURST
『BURST』（バースト）は、1995年から2005年に刊行されていた日本の雑誌。1995年から1999年までは白夜書房、1999年から2005年まではコアマガジンから発行。身体改造、ドラッグ・マリファナ、死体写真や殺人、エロス・スカトロ、アウトローなどの先鋭的なカルチャーやバッドテイストを扱った平成時代を代表するカウンターカルチャー誌である。初代編集長はピスケンこと曽根賢。アート・ディレクションとデザインをPISS＆JUNKが担当。
2005年からDVDマガジンとしてSHOCKMENTARY VISUAL MAGAZINE 『DVD BURST』が発行された。
コアマガジン発行の本誌の派生誌に『TATTOO BURST』『BURST HIGH』がある。

## 概要
前身誌は1994年11月1日に発刊された『CRUSH CITY RIDERS』で、平和出版の「走り屋Battle Magazine 増刊」11月号増刊。表紙コピーは‘‘STREET CULTURE MAGAZINE FOR RUDIES’’。スタイリングはPISS＆JUNKが担当。編集人は曽根賢、編集は斉藤雄二。曽根賢はアート・ディレクションとデザインも務めた。CRUSH CITY RIDERSは1冊のみの発行。
1995年9月、白夜書房より‘‘単車に乗った新型の不良たちへ発信するバイカーズ・マガジン’’というコピーでクロスワードランド増刊号『BURST』を隔月発行し、1999年にコアマガジンより隔月刊誌『BURST』として創刊（BURST vol.18 1999年1月号 第1巻第1号通巻第1号 平成11年1月1日発行）、1999年11月号vol.23から月刊誌となった。当初はバイクとパンクの不良雑誌で、のちに取り扱う記事は少しずつ形を変えていった。　タトゥーやピアスなどの身体改造＝モダン・プリミティブ路線とドラッグ・マリファナ路線がヒットする。いずれも『TATTOO BURST』『BURST HIGH』として独立雑誌化された。2002年に『SEX BURST』を発売。
2008年に『BURST HIGH』は有害図書指定により廃刊。2012年11月16日に発行された2013年1月号をもって『TATTOO BURST』が最終号を迎えた。釣崎清隆は「二○世紀末の土壇場に生を受け、ミレニアムをまたぐ激動の歴史を駆け抜けて、日本カウンターカルチャーの金字塔を打ち立てたひとつの伝説が正式に終焉を告げた」と評した。
その後、東京キララ社より、2018年12月5日、『BURST』の後継誌『BURST Generation』創刊号を発売。ケロッピー前田 責任編集。創刊号のカバーガールは姫乃たま、第2号は のうがみまい。

## 歴代の表紙コピー
- 単車に乗った新型の不良たちへ発信するバイカーズ・マガジン
- 本邦初のタトゥー＆ストリートマガジン
- ALTERNATIVE CULTURE DVD MAGAZINE
- SHOCKMENTARY VISUAL MAGAZINE

## 連載陣・執筆陣
- ケロッピー前田
- 釣崎清隆
- 石丸元章
- PANTA
- 末井昭
- 川崎美穂（『TATOO BURST』編集長）
- 天明屋尚
- 見沢知廉
- 永沢光雄
- アイカワタケシ
- 植地毅
- 吉田豪
- 金崎浩之
- 福田光睦
- 横戸茂
- 藤脇邦夫
- 仲野茂
- ルシファー浅原
- ライノ曽木
- ゴルゴ内藤
- 吉永マサユキ
- 東陽片岡
- ホリユウスケ
- 佐藤ブライアン勝彦
- 名越啓介
- 石田昌隆

## 各号の内容（2000年以降）
BURST
- 2000年1月号　特集●世紀末トラッシュカルチャー10年間の総括／麻薬中毒者の終着駅ジャンクフルト／MODS & ROCKERS／MASAMI悼ライブ／暴走対談・パンタVS梁石日／他
- 2000年2月号　特集●ネオナチ青年たちの日常／日本伝統彫師インタヴュー＆作品紹介・三代目彫よし／非合法グラフティ「スプレー缶テロリスト」集団／暴走対談・パンタVS永沢光雄／他
- 2000年3月号　特集●2000年日の出暴走血風録・ZOKU NOT DEAD／ルーマニア革命から10年・解放された十代の性／　戦場観光トラベルガイド／暴走鼎談・パンタVS仲野茂VS三代目魚武浜田成夫／他
- 2000年4月号　特集●パリ奇譚博覧会（パリタトゥーコンベンション・スクワットビル他）／HOW TO GRAFFITI／戦場カメラマン菊地修／暴走鼎談・パンタVS竹井正和VS孫家邦／他
- 2000年5月号　特集●大豊胸ブレストインプランツ／ロンドン・フェティッシュ最前線レポート／タイ仏教古典刺青サクヤン／港鶴連合／当世不良少年事情／暴走対談・パンタVS相川和義／他
- 2000年6月号　特集●異邦人解放区六本木アンダーグラウンド・トリップ／鳥肌実・廃人会見記／イギリス・ブリストルレポート／Rockersnot Dead／暴走対談・パンタVS泉谷しげる／他
- 2000年7月号　特集●ドラッグ＆レイヴ旅行記 [インド－ネパール編] ／ 神奈川暴走愚連隊関東神州連合 結成式レポート／コギャルママ＆ベイビー 写真日記／地下流出スナッフビデオの真偽／暴走対談・パンタ VS ミッキーカーチス/他
- 2001年4月号　日本初潜入！デンマークのマリファナ村／沖縄戦と少年愚連隊が重なった凶器の十字路／ベルリン・タトゥー・リポート「掟を破れ！」／マリ（ex亜無亜危異ギター）インタビュー／売春合法の地　ネバダ州の実態／他
- 2001年5月号　巻頭ルポルタージュ　メキシコ反政府ゲリラサパティスタ首都突入!!／特集　若き日本の戦場カメラマンたち／ザ★スターリン復活!!／レプリカントは電気ＸＸＸの夢を見るか／long interview “Phew”／末井昭　新連載小説「入楽園」第２回／他
- 2001年6月号　海外ルポルタージュ[ブラジル]　 前戯無き文化圏　闇のカーニバル潜入記／「トーチャー・ガーデン」日本初上陸／OVER THE EDGE 「ZEEBRA VS HIRO」／JUNK ART 「JUNK郎」INTERVIEW／long interview “ECD”／バースト三万字座談会　映画『UNCHAIN』について／他
- 2001年7月号　OVER THE EDGE「石井隆 VS HIRO」／ハイグレード･ブランド「大和」誕生　200Wで実らせる純国産品種大麻／『Queen Kong』監督インタビュー／アメリカピアス新世代顔面装飾の未来感覚／タムクラボク麻薬更正センター潜入!／BLACK VEIL Vol.6 レポート／他
- 2001年8月号　頭脳警察幻の1stアルバム再発！PANTA Interview/パンタvsトシ　頭警対談／第４回ニューヨーク・タトゥー・コンベンション／THE KING & QUEEN　対談　ドラァグキングvsドラァグクイーン／OVER THE EDGE「ＪＩＮ VS ＨＩＲφ」／海外フォト・ルポルタージュ　流浪の民ジプシー／海賊版撲滅　人の褌で金儲けする奴らを吊せ！ ／他
- 2001年9月号　バイオテクノロジーを駆使したアムスのマリファナ種メーカー／『パンクと波』　パンクサーファー座談会／サイコ病棟へようこそ　TOKYO BIG RUMBLUE2001／OVER THE EDGE「ＨＩＲφ VS タツヤ＆ユージ」／鬼畜系ライターの草分け的存在　青山正明 追悼座談会／The WRIST CUTTER QUEEN 『魅瞳 ～mime～』／他
- 2001年10月号　生きている伝説　J.A.シーザーの世界／霧と煙の倫敦　GUNNABIS CARNIVAL at London／みんなで世界身体改造大会へ行こう！／OVER THE EDGE　「魔裟斗 VS ＨＩＲφ」／土佐闘犬選抜大会　富士宮場所　闘う犬たち 暴走対談　『パンタVS柴山俊之』／他
- 2001年11月号　「ハイタイムズ」がアメリカ読者に訴えた「マリファナ自家栽培のすすめ」／国内レイブ＆トランス今昔 妄想軍装芸人鳥肌実コレクション　日本陸海軍装録／OVER THE EDGE 「ＨＩＲφ VS MASTER KEY」／暴走対談　パンタVS加藤鷹／「アメリカの光と闇」弟七弾　ウクレレで弾き上げた「えひめ丸」の残響／正しい貧乏青年の食卓 　モォ～いいかい？／湘南海岸で見かけたTATOO GIRLS「 SUMMER OF TATOO」／他
- 2001年12月号　Brand new Terro+R+hythm　-独創的なミクスチャーイベント主宰インタビュー／「420ツアーズ」が呼びかけた・みんなで「カンナビス・カップ」へ行こう！／贋女子高生刺青画体験／OVER THE EDGE　「ＨＩＲφ vs 大地義行」／化けの皮を自ら剥がした学校に勤める顔面刺青人!?／シングル緊急発売直前インタビュー「世界中　亜米利加」 　　／他
- 2002年1月号
- 2002年2月号
- 2002年3月号　Hey Guys! Do you wanna ride HOT ROD?／カンナビスカップ2001 レポート／正統派右翼　大日本愛国党／OVER THE EDGE 「ＨＩＲφ VS dj TAKE-SHIT」／トランスと[泣き]-その快楽／暴走対談 パンタV相原誠／他
- 2002年4月号
- 2002年5月号　LSD ThemeParkGuide#1「ネズミの夢の島、ネズミーランド」／「医療目的の大麻使用」合法化の重要性／吊り下げ集団TSD総裁アレン氏登場／童貞貴族の悪趣味 裏収集家 渡辺亮介／OVER THE EDGE 「ＨＩＲφ vs G.K.MARYAN」　/　暴走対談 パンタVS水津宏／2002春夏パイプ＆ボングカタログ／他
- 2002年6月号　短期集中連載開始！超法規的マリファナ栽培マニュアル／ペットボトルや空き缶のリサイクル　オリジナル水パイプの作り方／レイヴTシャツ大図鑑 /　OVER THE EDGE "HIRO VS KATSUTA"／写真集『たまもの』発売　特別インタビュー／LSD ThemeParkGuide#2　「７つの海のキメキメ大冒険の巻」／豪州ヒッピー村で開催された大麻フェスティバル「マディグラス」／身体表現の極限を追求するトーチャー・ガーデン・ジャパン再襲来！ ／他
- 2002年7月号　超法規的マリファナ栽培マニュアル第２回／2002 SUMMER 木と竹製【パイプ＆ボング】特選／幻想と熱狂のサバト 『BLACK VEIL』完全レポート／OVER THE EDGE "HIRO VS 塩谷昭吾"／写真集『たまもの』発売　特別インタビュー／タカミアキツ文＆写真 AFRICA ALIAN SAFARI RAVE TRAVEL／BURST流テーマパークの楽しみ方 第三回「LOVE?CAMP」／他
- 2002年８月号　ポストマジックマッシュはサルビアの葉だ!?／超法規的マリファナ栽培マニュアル第3回!!／2002夏秋の特選パイプ＆ボング最終章／OVER THE EDGE「ＨＩＲφ vs TATSU」／ゴシック祭典WAVE-GOTHIC-TREFFEN & EVE OF DISTINY／暴走対談「パンタVS鳥井賀句」／LSD ThemeParkGuide#4 'ハリウッド遊園地'／他
- 2002年9月号　この夏のレイヴシーンの展望／トーチャー・ガーデン・ジャパン／OVER THE EDGE「ＨＩＲφ vs RINO RATINA 11」／ジョイント手巻き講座つき　ヘンプ＆ライスペーパー特選／TATTOO SHOPの作り方／LSD ThemeParkGuide 'サイケデリック水族館特集' ／他
- 2002年10月号　リフに満ちた国まで煙を追いかけろ！ STONER ROCK特集／LSDテーマパークガイド　岐阜県　養老天命反転地／素晴らしきかな脳天爆裂生活　02サマーレイヴパーティー・レポ／短期集中連載第4回!! 超法規的マリファナ栽培マニュアル／OVER THE EDGE 「ＨＩＲφ vs 妄走族」／2002 Paso Robles Crusin' Nationals／スプリット・タン誕生への道のり／他
- 2002年11月号
- 2002年12月号　特集・悪魔崇拝者の世界／暴走対談最終回　「パンタVSピスケン」／「ファッションは宗教だ」コンゴレの不良たち／合法ドラッグ最前線　ベニテング茸を喰う／IZUMI,this bad girl ／他
- 2003年1月号 Renewal Numberアメリカ･ニューヨーク最新レポート ＮＹパイプ＆ボング最前線／悪夢のBAD TRIP対談 元「少年マガジン」副編集長×石丸元章／男のファイル　[第一回] 幹田卓司 (WOLF'S HEAD)／OVER THE EDGE 「ＨＩＲφ × 風神＆雷神」／海外パンクロック/ハードコアファンジン PUNK ROCK FUNZINE NEVER DIE!／新連載・手酌の王様「焼き鳥はバラすべきか」 ／他
- 2003年2月号　アメリカ･ニューヨーク最新レポート　ＮＹパイプ＆ボング最前線 Vol.2／カスタムカーをビビットに彩る　ピンストライプの世界／日本PUNK SHOP列伝　[第一回]　TAKACHO LONDON (CHELSEA代表)／リアルホッドロッダー養成講座　Let's get Rod&Kustom!／OVER THE EDGE　「ＨＩＲφ × 浅野忠信」／海外パンクロック/ハードコアフライヤー　PUNK ROCK FLYER WORLD!!／素晴らしきかな脳天爆裂生活　たまには逝っちゃいたい／大好評・手酌の王様「スマートなラス１」／他
- 2003年3月号　マリファナ解禁都市で「夢の5日間」カンナビスカップ2002 ロックスターにあこがれてコスチューム自作[LA ROCKA バカ一代] 不法占拠ビルでの妖宴　スクワットパーティへようこそ PUNK ROCK FANZINE NEVER DIE!　70's PUNK ～ NEW WAVE OVER THE EDGE　「ＨＩＲφ × Ganxsta D.X」 クリスマスの渋谷の町を闊歩する　TOKYO GOTH & Darkside 06 素晴らしきかな脳天爆裂生活　砂嵐の中でトランス･パーティ 中野でロシア人と夕食を 　　　　　　　………他
- 2003年4月号　音速のレザージャケット　Lewis leathersの世界アメリカニューヨーク最新レポート　NYパイプ&ボング最前線 お前たちは韓国HIP HOPを知っているか？ OVER THE EDGE　「ＨＩＲφ × 高橋ヒロシ(WORST)」 皮膚表面に無数のピアスを貫通させる　プロボケイティブ・ピアッシング ロックンロール・プロレス・スーパースターズ・ＵＳＡ 東京外国人コミュニティ探訪 　歌舞伎町でイスラエル人と夕食を？ 　　　　　　　………他
- 2003年5月号　タトゥーを刻み込んだミュージシャン　ROCKER'S TATTOO RETURN 東京、京都発　ボディサスペンション＆タトゥーイベント 永遠のチンピラ･ファッション　横須賀ジャンパーのすべて OVER THE EDGE　「ＨＩＲφ × UZI」 「ハイタイムズ」編集部が教える　マリファナ新品種の作り方 アメリカに根絶された大麻文化を取り戻せ！ COMIC レイブフリークからの手紙　とある夏のできごと 　　　　　　　………他
- 2003年6月号　暴走の季節のチンピラ･アイテム　ALOHAシャツ 伝説の70-80's PUNKブランド　BOY LONDON特集 マイノリティに捧ぐ裏大阪ルポ　特殊芸人山田ジャックを追う！ OVER THE EDGE　「ＨＩＲφ × BLACK BELT」 命を燃やす狂気と鎮魂のアーチスト　立島夕子　ディープコアな女たち 素晴らしきかな脳天爆裂生活　最終回　ワンダフル･トランスライフ 青少年のための精神汚染入門 宗教まんが道 　　　　　　　………他
- 2003年7月号　ルードボイス＆ガールズに捧ぐ　夏のパンクバンドTシャツ特選 日本を代表するGOTHIC&BIZZAREナイト　BLACK VEIL 3rd ANNIVERSARY マイノリティに捧ぐ裏大阪ルポ　特殊芸人山田ジャックを追う！ アンダーグラウンド・ルポ　台北市街の檳梛屋潜入記 KIDS ARE ALRIGHT!　MOD MAY DAY 2003 OVER THE EDGE　「HIRO × TOMI-E」 奴の墓穴を掘り起こせ！　サックス奏者　篠田昌己 　　　　　　　………他
- 2003年8月号　媚薬としての合法＆非合法ドラッグ　SEX DRUG 衝撃ヌード公開　拒食聖女の＜骨・肉・体＞は美味か 真夏の伊達着　 和柄アロハシャツ大全！ OVER THE EDGE #39　HIRO × BOY-KEN ディープコアな女たち Vol,3　元SM女流監督 三上るか ドラッグマンガ　本当にあった怖い話 山田ジャックの関西トワイライトゾーン シャブカレー 　　　　　　　………他
- 2003年9月号　生と性の間に横たわる死の体験者たちと未体験者の視線　特集 死体写真 切れば血の出る女たち 流血SMイベント「CITIES 1」レポート M NEWS REPORT VOL.17　開発者スティーブが語る 「インプラントの最前線」 自らの肌にタトゥーを刻み込んだミュージシャンたち ROCKER'S TATTOO サイコビリー編 モンタージュ・アーティスト ウインストン・スミス 悪夢のコラージュ 奴の墓穴を掘り起こせ！エル・デューチェ シリーズ・壊れかけのニッポン　第一回 シンセミア・ディーラー たかお 　　　　　　　………他
- 2003年10月号　国内外アンダーグラウンドカルチャー : LOVE PARADE,  FULLMOON FESTIVAL, FUCK PARADE, BIG RUMBLE／FROM THE DARKSIDE IN NEW YORK CITY vol.2／糞尿偏愛少女　異舞／OVER THE EDGE #41 HIRO × 般若／エッジを歩き続けるアナーキーフィルムメーカー ALEX COX -アレックス・コックス-／FINAL MISSION4BURST by S∴K∴V∴／他
- 2003年11月号　日本赤軍重信房子の娘重信命インタビュー　「我が名は革命の命」 国内外アンダーグラウンドカルチャー特集：ヨーロッパレイヴ紀行／天空の城メゾッコのサイケパーティ／911ジェネレーション／裸身で見る白昼夢・AKEMI／異形なる者たちの饗宴／OVER THE EDGE #42 HIRO × BADBOYS／元皇軍兵士58年目の戦争告白　戦場で人はいかに殺し殺されたか／60年代カウンターカルチャーと新宿　風月堂／他
- 2003年12月号　魔薬文化史観2003：魔薬－文芸／漫画／映画／レコード／写真集／合法＆非合法事情 OVER THE EDGE #41 HIRO × YOU THE ROCK☆／砂漠のど真ん中で究極のレイヴ　バーニングマン2003／遺跡の町の裏名物　大麻ピザの味と効き／舞踏神降臨　暗黒舞踏の始祖 土方巽／青少年のための精神汚染入門　宗教マンガ道／他
- 2004年1月号　特集：暴走族　路上に轟音寺院を建立する刹那の旅団の軌跡、暴走族興亡史/ステッカー/「本木連合」OB座談会　／OVER THE EDGE #41 HIRO × BILLY／関西二大アウトロー対談 山田ジャック VS 中島らも／終わらないイラク戦争 劣化ウラン弾の恐怖／未来カルチャー トーチャー・ガーデン・ジャパン 完全復活!!／ドラッグマンガ　Too Buri-Buri to WORK!!／他
- 2004年2月号　特集：素晴らしきグロテスクな世界：過食＆拒食／スカトロ／鮮血セックス／刺青女王様／ハードゲイ＆ハードレズ／SMパーティ／セクシーフリークス／ダッチワイフ OVER THE EDGE #41 HIRO × WOLF REVOLUTION／関西二大アウトロー対談 山田ジャック VS 中島らも／天界より滴が降ってきた聖地を巡る旅 インド最大の祭典「クンバ・メーラ」／ヴァンダの部屋 ペドロ・コスタ監督 倦怠と針と白煙の部屋／手酌の王様　その話は聞きました／他
- 2004年3月号　特集：世界マリファナ大会：カンナビスカップ2003／厳選2004ガラスボング＆パイプカタログ／大麻の国の不法占拠者たち 第１３０回芥川賞受賞作「蛇にピアス」著者 金原ひとみINTERVIEW／ディープコアな女たち Vol.6 裸になることが私の革命だった／OVER THE EDGE #42 HIRO × BADBOY TOUR／激情的人間たちに捧ぐ 根本豊インタビュー／巨乳・巨乳・暴力ムービー キミにとってラス・メイヤーとは何か？／元皇軍兵士58年目の戦争告白 最終回 戦場で人はいかに殺し殺されたか／壊れかけのニッポン　崩壊家族・西藤家／電撃ビリビリロック秘宝館　ドラッグ告白を含むタレント本不完全ガイド２／他
- 2004年4月号　特集：日本のゴシックシーン
  - ゴシックイベント「BLACK VEIL」/球体関節人形の世界/束縛フェティッシュ/ボディ・サスペンション/ピンク・ローターズ/変質写術師カリスマミーの世界イギリス発 マリファナ自家栽培の現場／海外ドラッグ事情 ボリビアのコカイン工場潜入ルポ／WHY? 女神たちへの冒涜 バングラディッシュ顔面硫酸事件／OVER THE EDGE #47 HIRO's MOIVE SELECTION／エロスの魔 山口椿インタビュー／現実と虚構・正常と異常・男と女・充足と虚脱… 映画監督・松本俊夫／アゼルバイジャン・グルジア潜入 チェチェン独立派はテロリスト集団か？／他
- 2004年5月号　特集：S&M world wide world
  - EVENT : NINGENKKAIHOKEIKAKU / TOKYO PERVER / LIVE!&DRUG STAR / TORTURE GARDEN INTERVIEW : MISTRESS AMRITA / COSPLAYER KOE 金原ひとみ「蛇とピアス」のモチーフになった「スプリット・タン」はこれだ！ ヘッドショップ店員匿名座談会　合法ドラッグの明るい未来  OVER THE EDGE #47　HIRO × MASA  妖美と怪奇幻想の画家・竹中英太郎　この世ならぬものへ／他
- 2004年6月号　特集：This is Last BURST Don't Think Twice, It's All Right
  - 緊急告知！DVD付BURST発刊 「PISS&JUNK再生BURSTを語る」 パリ近郊50マイルでのマリファナ栽培現場 フランスの大麻栽培 引きこもりから世界王者の座をつかんだ ムエタイチャンピオン 渡邊久江  OVER THE EDGE #47 HIRO × 真木蔵人  麻薬映画を骨までしゃぶれ！ DRUG MOVIE 55  妖美と怪奇幻想の画家・竹中英太郎　この世ならぬものへ／他
- 2004年7月号　特集：DRUG THE WORLD 世界麻薬紀行-人はこころで旅をする屋久島 縄文の木霊と出逢う旅 ラテンの国で吸ってきた ヨーロッパレイブ紀行 大麻の国の不法占拠者たち カンボジア発大麻ピザの味と効き ――BURSTのDRUG紀行記事を集めた特別総集編
- 2004年8月号　DVD付リニューアル創刊！特集：死体 ホルマリンの揺りかごから電気椅子まで死の相貌と周辺 ―そして跡仕末を凝視する売春婦殺害現場／薬物眠姦／大麻喫茶／V&Rプランニング「服従学園血桜組全面抗争」／金原ひとみ「蛇にピアス」のモチーフとなったスプリット・タン
- 2004年10月号　裂傷の美もし物理的な痛みがなかったら女性は自分のからだに何をなしえたでしょうポーランドの写真家 スワヴォミル・ルミャック 画狂人 石原豪人／内蔵でオナニーする人妻／ブラジル発 男娼トラベスチ／合法ドラッグナウ／エクスタシーシガレット／BMEフェスト2004／マドンナに突き立てた男根 性愛壁画／若松孝二 新世紀伝説誕生！
- 2004年12月号　WE LOVE MOLOTOV COCKTAIL [歴史にモトロフ・カクテルを]世界20種マリファナ特選／バーニング・マン～天上のアーチ／谷敦志の世界 密室の無言劇／フリークランド 野外サスペンション／「エロトマニア」潜入レポート／謎の女流詩人 日夏レイ／復活！マンチークッキング

DVD BURST
- 2005年2月号　Sex&Drug[快楽サプリメントとしての脱法ドラッグと特選お手軽ハマリグッズ]カンナビス・カップ2004／タイの死体祭り/釣崎清隆監督／究極のSM 睾丸切開2／マジックマッシュルームFUCK／AV24 インジャン古河監督／スカトロ・ギャルズの公開食糞ショー／ベジタリアン・フェスティバル2004
- 2005年4月号　災害 生き残れ―そして、約束の地で落ち合おうインド洋大津波 衝撃映像＆写真収録 天災映画大全 ディザスター漫画で明日を読む！ 少年漫画誌のカラー大図鑑に読む 終末的・世紀末的風景 関東大震災 メキシカン・ギャング＆ドラッグ・ライフ／援助交際撲滅運動 クラブ変／反戦ストリッパー 沢口友美 野生の証明
- 2005年6月号　最終号 Final edition. Renewed as MP.特集 事故 事故写真 ―不慮の事故死　鉄道・航空・火災…不注意が招いた大惨事の現場から 　映像で体験する人災、事故の悲劇 　マンガ表現における「人災・事故」 追悼！BiLLY／LYNCH 一方的な暴力がもたらす危険な死／風のドキュメンタリスト 布川徹郎／淫虐裁判 私がやりました 他コラム最終回

MP（MAHLER'S PARLOR）
- MP VOL.1　青春派武装せよと強要する　路上を制圧する4大ファッション特集（TEDDY BOY / MODS / N.Y.PUNK / CHICANO）スペシャル付録：MPオリジナル・バンダナ

## BURST MANIACS
コピーは「初期バーストここに復活！！」。BURST既刊号の記事で構成されたもの。
白夜書房
- 1997年12月1日、白夜書房より、クロスワードランド12月号増刊『Burst maniacs VOL.1』発行。

コアマガジン
- 1999年7月10日、コアマガジンより『BURST MANIACS Vol.1』発行。
- 1999年8月1日『BURST MANIACS Vol.2』発行。
- 『BURST MANIACS Vol.2 保存版』発行。
- 2000年10月1日『BURST MANIACS Vol.3』発行。

## TATTOO BURST
コアマガジン発行。1999年からBURST増刊号を経て創刊（2002年5月創刊号 表紙BABA IKUZO）。2013年1月号Vol.71（2012年11月16日発売）をもって休刊。BABA IKUZO、清春、MOTOAKI・川村カオリ、COBRA、山本“KID”徳郁、曙太郎、LiLiCo、JESSE、京、SUGIZO、雅-MIYAVI-、KEN YOKOYAMA、上ちゃんが表紙を飾った。
TATTOO BURST増刊
- 『HIGHg BURST』（ハイ・グラム・バースト）TATOO BURST12月増刊、コアマガジン 2008年12月15日発行。特典映像DVD付属。
- 『1st TATTOO vol.1』2003年8月15日
- 『1st TATTOO vol.2』2004年8月15日

## BURST HIGH
2001年7月1日、コアマガジンより『BURST HIGH Vol.1』発行、発売。2008年、廃刊。
BURST HIGH GROW UP SPECIAL
2006年1月。完全保存版 BURST HIGH総集編。
BURST HIGH DX
2007年7月14日。

## SEX BURST
2002年2月1日、コアマガジンより、SEX BURST Vo.1 2002年2月号、発行。エロ本編集部連合雑誌。

## CANNABIS HIGH
特典映像DVD付属。BURST2005年3月号増刊。

## ART ISSUE OF TATTOO BURST
2005年5月25日、コアマガジン、単行本ハードカバー。120分DVD付属。

## 関連雑誌
- BURST Generation（発行・発売：東京キララ社）ケロッピー前田責任編集
  - BURST Generation VOL.1（2018年12月5日）
  - BURST Generation VOL.2（2019年9月14日）

## 関連書籍
- 日本伝統刺青（発行：コアマガジン）『TATTOO BURST』連載「特集～の世界」に登場した彫師の世界を書籍化。各10人ずつ収録。
  - 日本伝統刺青（2004年1月7日）
新宿初代彫徳 / 三代目彫よし / 初代北凰 / 浅草初代彫和 / 初代彫鯉 / 三代目大門彫 / 横浜中華街初代彫鈴 / 彫とも / 浅草彫やす / 初代彫一
  - 日本伝統刺青 第二巻（2005年5月2日）
    - 初代彫ひと / 横濱 初代彫光 / 浅草 彫和歌 / 初代彫なか / 初代彫しげ / 初代小春 / 彫長 / 初代彫俊 / 横須賀 彫秀 / 彫徳一門 彫誠

  - 日本伝統刺青 第三巻（2007年3月24日）
岐阜 彫秀 / 初代彫幸 / 信州 初代彫金 / 東海 彫広 / 関東 絵刺師富雅 / 熊本 彫寿 / 彫なみ / 初代彫俊分 家彫 / 拓彫ふじ / 武蔵梵天

## 参考
- BURSTバックナンバー (coremagazine.co.jp)